# Liste der Kulturgüter in Hergiswil NW
Die Liste der Kulturgüter in Hergiswil enthält alle Objekte in der Gemeinde Hergiswil im Kanton Nidwalden, die gemäss der Haager Konvention zum Schutz von Kulturgut bei bewaffneten Konflikten, dem Bundesgesetz vom 20. Juni 2014 über den Schutz der Kulturgüter bei bewaffneten Konflikten sowie der Verordnung vom 29. Oktober 2014 über den Schutz der Kulturgüter bei bewaffneten Konflikten unter Schutz stehen.
Objekte der Kategorien A und B sind vollständig in der Liste enthalten, Objekte der Kategorie C fehlen zurzeit (Stand: 1. Januar 2023).

## Kulturgüter
| Foto |                                                                                         | Objekt                                                                                   | Kat. | Typ | Standort                                           | Beschreibung |
| ---- | --------------------------------------------------------------------------------------- | ---------------------------------------------------------------------------------------- | ---- | --- | -------------------------------------------------- | ------------ |
| ja   | Datei hochladen · Wikidata zu Sigristenhaus «Hostettli» (Q29523442)                     | Sigristenhaus «Hostettli» KGS-Nr.: 04185                                                 | A    | G   | Dorfplatz 8 666370 / 204049                        |              |
| ja   | Datei hochladen · Wikidata zu Glasi Hergiswil (Q339625)                                 | Glashütte KGS-Nr.: 04181                                                                 | B    | G   | Seestrasse 12.3 666430 / 203829                    |              |
| ja   | Datei hochladen · Wikidata zu Haus Thuniger mit Pächterhäuschen (Q29786160)             | Haus Thuniger mit Pächterhäuschen KGS-Nr.: 04182                                         | B    | G   | Glaserweg 3 666360 / 203797                        |              |
| ja   | Datei hochladen · Wikidata zu Katholische Kirche St. Nikolaus (Q29786162)               | Katholische Kirche St. Nikolaus mit Friedhof KGS-Nr.: 04183                              | B    | G   | Dorfplatz 6.1 666340 / 204029                      |              |
| ja   | Datei hochladen · Wikidata zu Klimsenhornkapelle am Pilatus (Q29786164)                 | Klimsenhornkapelle am Pilatus KGS-Nr.: 04184                                             | B    | G   | Klimsenhorn, Alpen am Pilatus 1.24 661786 / 203817 |              |
| ja   | Datei hochladen · Wikidata zu Lopper (Q1869798)                                         | Lopper, neolithisch-bronzezeitliche Siedlung / mittelalterliche Burgruine KGS-Nr.: 09645 | B    | F   | Loppburg 667765 / 203483                           |              |
| ja   | Datei hochladen · Wikidata zu Haus Chäppelimatt (Q121597501)                            | Haus Chäppelimatt KGS-Nr.: 16958                                                         | B    | G   | Käppelimattstrasse 4 666437 / 204466               |              |
| ja   | Datei hochladen · Wikidata zu Rengg-Kapelle (Q121602536)                                | Rengg-Kapelle KGS-Nr.: 16959                                                             | B    | G   | Renggkapelle 1.1 664875 / 203346                   |              |
| ja   | Datei hochladen · Wikidata zu Pfarrhelferei (Q121602929)                                | Pfarrhelferei KGS-Nr.: 16960                                                             | B    | G   | Dorfplatz 10 666317 / 203991                       |              |
| ja   | Datei hochladen · Wikidata zu Bauernhaus Benzenhalten (Q121603170)                      | Bauernhaus Benzenhalten KGS-Nr.: 16961                                                   | B    | G   | Renggstrasse 1 666270 / 204091                     |              |
| ja   | Datei hochladen · Wikidata zu Kapelle Maria zum guten Rat / Altes Beinhaus (Q121603336) | Kapelle Maria zum guten Rat / Altes Beinhaus KGS-Nr.: 16962                              | B    | G   | Dorfplatz 1.2 666367 / 203980                      |              |
| BW   | Datei hochladen · Wikidata zu Lauelenkapelle (Q121603592)                               | Lauelenkapelle KGS-Nr.: 17063                                                            | B    | G   | Unterlauelen 1.2 659794 / 204070                   |              |
| BW   | Datei hochladen · Wikidata zu Speicher Unterlauelen (Q121604500)                        | Speicher Unterlauelen KGS-Nr.: 17064                                                     | B    | G   | Unterlauelen 1.1 659771 / 204075                   |              |